# 프란체스코 귀차르디니
프란체스코 귀차르디니(Francesco Guicciardini, 1483년 3월 6일, 피렌체 - 1540년 5월 22일, 아르체트리)는 이탈리아의 작가, 역사가이자 정치인이다.

## 생애
프란체스코 귀차르디니는 1483년 3월 6일 피렌체에서 메디치 정권에 가장 충성한 가문이던 귀차르디니 가문의 셋째 자식으로 태어났다. 가정 내에서 고전 작가들(크세노폰, 투퀴디데스, 리비우스, 타키투스)의 작품을 독해하는데 중점을 둔 첫 인문 교육을 받은 이후, 귀차르디니는 피렌체 대학교에서 법학을 배웠으며, 유명한 프란체스코 페피의 강의를 들었다. 1500년부터 귀차르디니는 2년간 페라라에 머물렀으며, 대학자들의 강의를 듣고자 파두아에 가게 된다. 1505년 피렌체로 돌아온 귀차르디니는 비록 아직 졸업하지 않았으나 민법 제정을 담당하였다. 같은 해 11월 그는 민법 박사 학위를 취득하여 법정 경력을 시작했다.

## 참고 문헌

### 원전
- 프란체스코 귀차르디니 (1932). 《Dialogo e discorsi del reggimento di Firenze》. Bari: Gius. Laterza & Figli.
- 프란체스코 귀차르디니 (1819). 《이탈리아의 역사Historia di Italia》 1. Pisa: presso Niccolò Capurro.
- 프란체스코 귀차르디니 (1819). 《이탈리아의 역사Historia di Italia》 2. Pisa: presso Niccolò Capurro.
- 프란체스코 귀차르디니 (1819). 《이탈리아의 역사Historia di Italia》 3. Pisa: presso Niccolò Capurro.
- 프란체스코 귀차르디니 (1819). 《이탈리아의 역사Historia di Italia》 4. Pisa: presso Niccolò Capurro.
- 프란체스코 귀차르디니 (1819). 《이탈리아의 역사Historia di Italia》 5. Pisa: presso Niccolò Capurro.
- 프란체스코 귀차르디니 (1819). 《이탈리아의 역사Historia di Italia》 6. Pisa: presso Niccolò Capurro.
- 프란체스코 귀차르디니 (1819). 《이탈리아의 역사Historia di Italia》 7. Pisa: presso Niccolò Capurro.
- 프란체스코 귀차르디니 (1820). 《이탈리아의 역사Historia di Italia》 8. Pisa: presso Niccolò Capurro.
- 프란체스코 귀차르디니 (1820). 《이탈리아의 역사Historia di Italia》 9. Pisa: presso Niccolò Capurro.
- 프란체스코 귀차르디니 (1820). 《이탈리아의 역사Historia di Italia》 10. Pisa: presso Niccolò Capurro.
- 프란체스코 귀차르디니 (1574). 《이탈리아의 역사Historia di Italia. Libri 1.-16.》. In Venetia: appresso Giorgio Angelieri.
- 프란체스코 귀차르디니 (1936). 《Scritti autobiografici e rari》. Bari: G. Laterza e Figli.
- 프란체스코 귀차르디니 (1933). 《Scritti politici》. Bari: G. Laterza.
- 프란체스코 귀차르디니 (1929). 《이탈리아사Storia d'Italia》 1. Bari: G. Laterza.
- 프란체스코 귀차르디니 (1929). 《이탈리아사Storia d'Italia》 2. Bari: G. Laterza.
- 프란체스코 귀차르디니 (1929). 《이탈리아사Storia d'Italia》 3. Bari: G. Laterza.
- 프란체스코 귀차르디니 (1929). 《이탈리아사Storia d'Italia》 4. Bari: G. Laterza.
- 프란체스코 귀차르디니 (1929). 《이탈리아사Storia d'Italia》 5. Bari: G. Laterza.
- 프란체스코 귀차르디니 (1931). 《1378년부터 1509년까지 피렌체의 역사Storie fiorentine dal 1378 al 1509》. Bari: G. Laterza.
- 프란체스코 귀차르디니, 《이탈리아사Storia d’Italia: la Novara rinascimentale》, a cura di Carlo Groppetti, Novara, Interlinea edizioni, 2014
- 프란체스코 귀차르디니, 《이탈리아사Storia d'Italia. Versione nella lingua italiana di oggi》, a cura di Carlo Groppetti, 2 vol., Novara, Interlinea edizioni, 2019

### 연구서
- R. Ridolfi, 《프란체스코 귀차르디니의 삶Vita di Francesco Guicciardini》, 밀라노, 1982년, Rusconi.
- P. Treves, 《프란체스코 귀차르디니의 정치적 사실주의Il realismo politico di Francesco Guicciardini》, 피렌체, 1931년.
- R. Ramat, 《귀차르디니와 이탈리아 비극Il Guicciardini e la tragedia d'Italia》, 피렌체, 1953년.
- V. De Caprariis, 《프란체스코 귀차르디니Francesco Guicciardini. Dalla politica alla storia》, 나폴리, 1950년 (ristampa Bologna 1993)
- G. Sasso, 《프란체스코 귀차르디니에 관하여Per Francesco Guicciardini. Quattro studi》, 로마, 1985년.
- E. Cutinelli-Rèndina, 《귀차르디니Guicciardini》, 로마, 2009년.